# Zăluceni
Zăluceni è un comune della Moldavia situato nel distretto di Florești di 935 abitanti al censimento del 2004.